# Mesoniscus alpicola
Mesoniscus alpicola is een pissebed uit de familie Meoniscidae. De wetenschappelijke naam van de soort is voor het eerst geldig gepubliceerd in 1858 door Heller.